# رنا تیشیرا
رنا تیشیرا (به پرتغالی: Renan Teixeira da Silva) هافبک اهل برزیل است که در شهر Caieiras و در تاریخ ۲۹ مارس ۱۹۸۵ به دنیا آمده‌است.
رنا تیشیرا در تیم‌های فوتبال سائو پائولو سابقهٔ حضور دارد.